# الكسندروس ميركاتي
ألكساندروس ميركاتي (بالإنجليزية: Alexandros Merkati) هو لاعب غولف يوناني شارك في الألعاب الأولمبية الصيفية 1900 في باريس.
كان ميركاتي سكرتير اللجنة الأولمبية اليونانية، وكان عضواً في اللجنة الأولمبية الدولية من عام 1897 حتى عام 1925. لقد ساعد في تنظيم أول ألعاب أولمبية حديثة في أثينا عام 1896، وكان هو من قدم البارون بيير دي كوبرتان إلى ولي العهد الأمير قسطنطين. خلال الحرب العالمية الأولى، عندما كانت اليونان في حالة حرب مع ألمانيا والنمسا-المجر، انتقل ميركاتي إلى فرنسا لكنه استمر في عضويته في اللجنة الأولمبية الدولية. كما شغل لاحقاً منصب رئيس نادي الغولف في كان، حيث استضافت البطولة الأولمبية للغولف عام 1900.
تنافس ميركاتي في فئة فردي الرجال في الغولف، حيث أنهى الجولة الأولى في المركز الحادي عشر من أصل اثني عشر متنافساً. كما شارك أيضاً في مسابقة الفرق المختلطة، حيث حصل فريقه على المركز الثالث، لكن هذه النتيجة لم تُحسب كفوز بميدالية أولمبية وفقاً للجنة الأولمبية الدولية.